# Cadaba parvula
Cadaba parvula är en kaprisväxtart som beskrevs av Roger Marcus Polhill. Cadaba parvula ingår i släktet Cadaba och familjen kaprisväxter. Inga underarter finns listade i Catalogue of Life.